# Tocco Caudio
Tocco Caudio är en ort och kommun i provinsen Benevento i regionen Kampanien i Italien. Kommunen hade 1 551 invånare (2017).